# Děmidov
Děmidov (rusky Демидов) je město ve Smolenské oblasti v Ruské federaci. Při sčítání lidu v roce 2010 měl přes sedm tisíc obyvatel.

## Poloha
Děmidov leží při ústí říčky Gobzy do Kasplji, levého přítoku Západní Dviny. Od Smolenska, správního střediska oblasti, je vzdálen přibližně devadesát kilometrů severozápadně.

## Dějiny
První zmínka o Děmidovu je pod názvem Porečje (rusky Поречье) z roku 1499.
V roce 1776 bylo Porečje povýšeno na město.
V roce 1918 bylo město přejmenováno k poctě místního komunistického funkcionáře na Děmidov.
Za druhé světové války byl Děmidov od 13. července 1941 obsazen německým vojskem a jednotky Kalininského frontu Rudé armády jej dobyly zpět 22. září 1943.

### Rodáci
- Jurij Vladimirovič Nikulin (1921–1997), herec